# El Observador
El Observador – deutsch: „Der Beobachter“ – ist eine spanischsprachige, uruguayische Tageszeitung aus Montevideo.
Die der derzeitigen Opposition nahestehende Zeitung wurde am 22. Oktober 1991 gegründet und vertritt einen politischen und wirtschaftlichen Liberalismus.
Seit 2000 bietet El Observador im Internet auch das Portal Observa.com.uy an. Dabei handelt es sich jedoch nicht um die Internetausgabe der Tageszeitung, sondern ein ständig aktualisiertes Informationsportal, das auch weitere Dienstleistungen anbietet.
Gründer und Direktor des El Observador ist Ricardo Peirano.